# Nipesocu-Marujama
Nipesocu-Marujama (japonsky: ニペソツ山, Nipesocu-jama) je v současnosti neaktivní vulkanický komplex, nacházející se v centrální části  japonského ostrova Hokkaidó. Komplex je tvořen vícero překrývajícími se stratovulkány a lávovými dómy, seřazenými podél severozápadní-jihovýchodní linie. Věk komplexu se odhaduje na střední pleistocén, poslední erupce byla zaznamenaná v roce 1898. V současnosti jsou v kráterech (na jižním okraji komplexu) aktivní fumaroly.